# Municipio de Clam Lake
El municipio de Clam Lake (en inglés: Clam Lake Township) es un municipio ubicado en el condado de Wexford en el estado estadounidense de Míchigan. En el año 2010 tenía una población de 2467 habitantes y una densidad poblacional de 30,88 personas por km².

## Geografía
El municipio de Clam Lake se encuentra ubicado en las coordenadas 44°12′15″N 85°23′8″O / 44.20417, -85.38556. Según la Oficina del Censo de los Estados Unidos, el municipio tiene una superficie total de 79.9 km², de la cual 79,53 km² corresponden a tierra firme y (0,46 %) 0,37 km² es agua.

## Demografía
Según el censo de 2010, había 2467 personas residiendo en el municipio de Clam Lake. La densidad de población era de 30,88 hab./km². De los 2467 habitantes, el municipio de Clam Lake estaba compuesto por el 97,28 % blancos, el 0,57 % eran afroamericanos, el 0,32 % eran amerindios, el 0,61 % eran asiáticos, el 0,16 % eran de otras razas y el 1,05 % eran de una mezcla de razas. Del total de la población el 0,61 % eran hispanos o latinos de cualquier raza.